# Shito-ryu
Shitō-ryū (em japonês:  糸東流, Shitō-ryū) é um estilo de Karate, criado (oficialmente) em 1931 por Kenwa Mabuni, que sintetizou os estilos Shuri-te e Naha-te, no escopo de preservar as técnicas ensinadas à época pelos renomados mestres Ankō Itosu, do estilo de Shuri, e Kanryō Higaonna, do Naha-te, mantendo aquelas formas e variações dos kata por estes últimos ensinadas, no que resultou no maior repertório dos estilos de Karate. Ainda nesse fito, a denominação da linhagem foi dada em homenagem aos dois mestres, pois o repertório técnico do sistema orbita em torno dos sistemas desse dois grandes mestres de Karate, que representavam também as vertentes principais da arte marcial.
O estilo é um dos quatro oficialmente reconhecidos pela World Karate Federation. Outro momento importante da linhagem é o fato de formar outros grandes mestres, os quais acabaram por instituir suas próprias entidades, com características próprias, mas sempre conectadas à vertente principal, como as escolas Shūkōkai ou Tani-Ha Shitō-ryū, Seishin-Kai ou Motobu-ha Shitō-ryū e Hayashi-ha Shitō-ryū, Keishin-kai ou Inoue-ha Shitō-ryū Keishin-kai, etc.

## História
O mestre Kenwa Mabuni, nascido na cidade de Shuri, na ilha principal do arquipélago/distrito de Okinawa, era descendente de uma família de guerreiros, denominada Shikozu (casta Pēchin).
Porque a compleição corporal era débil, aos 13 anos, Kenwa Mabuni começou a treinar Shuri-te em sua cidade natal, sob a tutela do lendário mestre Ankō Itosu, com quem passou vários anos, aprendendo diversos kata e outras técnicas.
Entrementes, por intermédio de um de seus melhores amigos, o reconhecido mestre Chōjun Miyagi, fundador do estilo Gōjū-ryū, apresentou Kenwa Mabuni a outro grande expoente das artes marciais daquele período chamado Kanryō Higaonna, com quem começou a aprender outro sistema, o Naha-te.
Embora Kenwa Mabuni estivesse a treinar a mesma arte marcial, de Okinawa, foi submetido a duas concepções bem diferentes: o Te ensinado por Ankō Itosu compunha-se de técnicas velozes, fortes e poderosas, com deslocamentos lineares, longos e angulosos; por sua vez, a arte de Kanryō Higaonna possuía métodos baseados em movimentos circulares, fortalecimento do corpo e combates a curta distância, com prevalência de golpes manuais. Não se dando por satisfeito, Kenwa Mabuni foi estudar outras formas com outros mestres, como seu amigo Chōjun Miyagi e Seisho Aragaki, Shinbuku Tawada, Jino Sueyoshi e Wú Xiánguì (um mestre chinês conhecido em Okinawa como Gogenki). Kenwa Mabuni também treinou com Morihei Ueshiba, o fundador do Aikidō, dessa interação os kata Aoyagi e Myōjō foram criados.

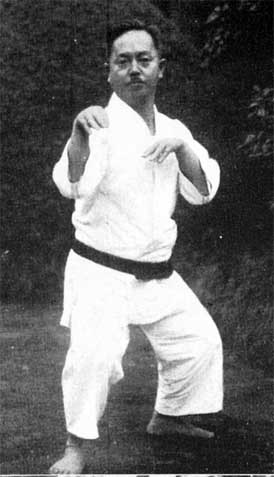
Kenwa Mabuni

O mestre Kenwa Mabuni reuniu muitos conhecimentos sobre kihon e kata e suas análises — o bunkai —, tornando-se lendário por isto e, já por volta de 1934, era considerado como a maior autoridade na prática e na história dos kata do Karate, pelo que seria muito solicitado como professor por seus contemporâneos.
Nesse meio-tempo, somando esforços com Gichin Funakoshi (de quem era amigo próximo e com ele trocava conhecimentos), no fito de divulgar e popularizar sua arte marcial no restante do Japão, o mestre Kenwa Mabuni empreendeu viagens para Tóquio entre os anos de 1917 e 1928 e, no ano seguinte, fixou residência em Osaca.
Segundo o próprio mestre dizia, não existia um estilo próprio dele, Kenwa Mabuni, o que ele ensinava eram os estilos Shuri-te e Naha-te puros, conforme havia aprendido com seus dois principais mestres. Kenwa Mabuni teve sua forma reconhecida como Mabuni-ryū, nome usado por seus discípulos, especialmente em Ōsaka. Todavia, em 1931, por requisição do instituto Dai Nippon Butoku-kai (órgão sob a tutela do Ministério da Educação Japonês, que tinha a incumbência de registrar e regulamentar as budō), que demandava um nome para ser registrado.
Por volta de 1933, Kenwa Mabuni estabeleceu um método teórico baseado na combinação/fusão dos ensinamentos de seus mestres, resultando ao longo dos anos em um estilo próprio, que foi a priori chamado de Hankō-ryū (estilo metade duro), mas logo se cambiou para Shitō-ryū, em reverência a seus dois principais instrutores. E, em 1938, foi publicado o livro Kōbō Kenpō Karate-dō Nyūmon (Introdução ao Karate-dō), quando pela primeira vez aparece oficialmente o nome Shitō-ryū.
Depois do falecimento de Kenwa Mabuni, Ken'ei Mabuni, filho mais velho do fundador, assumiu a liderança do estilo. Depois, seu segundo filho, Kenzō Mabuni, em atendimento à solicitação de sua mãe, depois de um afastamento de dois anos, assumiu a entidade fundada por seu pai — Nippon Karate-dō Kai, localizada na casa da família, em Ōsaka —, tornando-se o segundo a dirigi-la e herdeiro direto do mestre Kenwa Mabuni.
Todavia, muitos outros foram ensinados diretamente por Kenwa Mabuni ou por seus discípulos diretos, como Manzō Iwata, Ryushō Sakagami, Chōjirō Tani, Teruo Hayashi, Shōgō Kuniba, Chuzo Kotaka, Tanka Toji, Fumio Demura, Shigeru Kimura, Shiraishi Tsunetaka, Yoshiaki Tsujikawa, Kazuo Kokubo, Ken Sakio, Jun-Ichi Inoue, Toshiyuki Imanishi, Yoshijaru Yoshida e Tokyo Hisatomi, entre outros, que criaram instituições próprias, ensinado o estilo conforme suas visões.
A sede central da Nippon Karate-dō Kai ficava no distrito de Kansai, em Osaca. Porém, devido aos esforços de Manzō Iwata, foi estabelecida uma filial no leste, em sua própria casa, localizada no distrito de Kantō, em Tóquio.
Em novembro de 1960, a matriz de Kansai foi restabelecida por Ken’ei Mabuni. Enquanto Manzō Iwata foi nomeado Presidente da filial de Kantō. Depois, em abril de 1964, foi realizado o First All Japan Shitō-ryū Championship, pois até então todos os eventos, seminários e torneios haviam sido feitos separadamente. Em outubro do mesmo ano, foi criado um órgão para administrar o caratê no Japão, a Federação Japonesa de Karate-dō (em inglês:  Japan Karate Federation - JKF), formalmente conhecida como Federação de Todo o Japão das Organizações de Karate-dō (em inglês:  Federation of All Japan Karate-dō Organizations - FAJKO).
Em 1973, as filiais da Nippon Karate-dō Kai foram unificadas, passando a chamar-se Nippon Karate-dō Shitō-kai. Com a unificação, a esta organização iniciou sua divulgação internacional, mestres foram enviados à Ásia, América Latina, Estados Unidos, Cuba, México e Europa.
Representantes oficiais dos diferentes países reuniram-se na cidade do México, em novembro de 1990, para discutir o desenvolvimento do Karate-dō no mundo e a criação da Federação Mundial do Karate-dō Shitō-ryū (em inglês:  World Shitō-ryū Karate-dō Federation- WSKF). A mesma pauta voltou a ser discutida durante o primeiro Campeonato Pan-Americano de Karate-dō Shito-kai. Finalmente, em 19 de março de 1993, com o surgimento de vários grupos por todo o mundo, durante o congresso de Ōsaka foi criada a entidade, com Manzō Iwata como presidente.
Oficialmente, o primeiro Campeonato Mundial de Karate-dō Shitō-ryū foi realizado no Nippon Budokan em Tōkyō, juntamente com a continuação do congresso de Ōsaka, evento que contou com a participação de 28 países.
Embora tenham surgido algumas ramificações após a morte de Kenwa Mabuni, o estilo permanece único e faz parte dos anais da história das artes marciais japonesas.

## Características
O sensei Kenwa Mabuni dedicou-se a preservar exatamente a forma e a essência das técnicas tradicionais, ensinando-os exatamente como lhe haviam sido ministrados, de modo a consolidar os três grandes estilos, Shuri-te, Naha-te e Tomari-te, em um único sistema detalhado, resultando na combinação das características dos estilos mais duros e lineares Shuri-te e Tomari-te, de Ankō Itosu, com o estilo suave-circular do Naha-te, de Kanryō Higaonna. Porém, Kenwa Mabuni não se contentou em mesclar as correntes, também sistematizou o treinamento de maneira racional e científica, construindo uma verdadeira e original síntese, posto que lastreada de forma fiel nos diversos mestres.
O estilo é o sistema mais extenso de Karate-dō que existe. Se distingue dos demais pelo grande número de kata, pela suavidade e versatilidade das técnicas de combate e pela inclusão de técnicas de solo (Ne-waza) e do uso de armas (Kobudō).
Do Shuri-te e Tomari-te, foram herdadas as técnicas lineares baseadas no estilo externo proveniente do norte da China que tem, como principais características, a velocidade, a agilidade, a explosão, as técnicas em linha reta, os chutes altos e as posições naturais. Em verdade, à época da formação do estilo, o mestre Ankō Itosu ensinava um já previamente condensado dos dois estilos, que se convencionou chamar de Shorin-ryu.
Do Naha-te, de Kanryō Higaonna, o estilo herdou o paradigma de técnicas suaves e circulares, baseado no estilo interno proveniente do sul da China que tem, como principais características, a força concentrada, a busca pelo combate a curta distância, as técnicas circulares, chutes baixos, as posições estáveis e a respiração abdominal (Ibuki).
As posições de treinamento em kihon buscam ser naturais, nem muito baixas, nem muito altas, existindo pouca diferença entre o treinamento e a aplicação real. As posturas mais baixas foram completamente preservadas, segundo o intuito do fundador, de modo exato.
As diversas posições são utilizadas em todas as direções, sempre coordenando simultaneamente técnica, corpo e quadril. A forma de fechar o punho é a mesma utilizada pelas outras escolas de Karate-dō, porém o hikite é feito na "metade do corpo". E a força das técnicas concentra-se no baixo ventre (tanden), onde reside o centro de gravidade.

### Denominação
O termo Shitō-ryū provém das iniciais dos nomes dos dois principais mestres de Kenwa Mabuni, Ankō Itosu (安恒糸洲) e Kanryō Higaonna (寛量東恩納): o ideograma 糸 representa a sílaba "Ito" do nome "Itosu", podendo ser lido como "Shi"; o ideograma 東 representa a sílaba "Higa" do nome "Higaonna", com pronúncia alternativa de "Tō"; quando lidos desta forma, os caracteres, em on'yomi, soam "Shi"-"Tō".
O ideograma Ryū (流) literalmente significa "corrente" ou "fluxo", porém, nas artes marciais, refere-se a uma escola original. Desta feita, embora não tenha um significado literal, Shitō-ryū pode ser traduzido como "estilo de Itosu e Higaonna".

### Kihon
As defesas são geralmente trabalhadas em um ângulo de 45°, utilizando técnicas tanto com as mãos abertas como com os punhos fechados, sempre percorrendo a menor trajetória possível e o menor gasto de energia, agrupando-se em cinco conceitos fundamentais, chamadas pelo mestre de Gohō no Uke (五法の受け) ou Uke no go Gensoku (受けの五原則), que são:
- Rakka (落花, queda das flores): quando o fito for conter um ataque fora do eixo central, deve-se bloqueá-lo com toda a força, usando de potência tal que se fosse desferido o golpe contra uma árvore florida, esta perderia todas as flores;
- Kūsshin (屈伸, contração e expansão): o controlo de um movimento deve ser feito com o movimento do corpo, tendo por espeque as articulações dos joelhos, isto é, o tronco permanece ereto, quando em postura fixa, e a força e o equilíbrio originam-se na articulação das pernas, resultando no mínimo uso de energia própria. Controlo do centro de gravidade;
- Ryūsui (流水, Ryū-sui, água corrente): tal como a água se molda a qualquer recipiente que a contenha, assim deve ser a postura ante o oponente, ou seja, perante a força usa-se a suavidade, ou em vez de bloquear o lanho, deve-se interceptá-lo e conduzi-lo para onde se quer;
- Ten'i (転移, deslocamento): antes de ser atingido por qualquer golpe, melhor é não ser atingido, fazendo-se movimentação constante e coerente. Mas não se trata de simples esquiva;
- Hangeki (反撃, Contra-ataque): Contra-ataque utilizado como defesa.

Outro conceito muito importante praticado no estilo é o Tenshin-happō (oito direções para deslocamento).
A despeito de o Karate-dō ter sempre enfatizado as técnicas traumáticas (ate waza e atemi waza, são praticadas técnicas de controle do oponente (gyaku-waza), projeções (nage-waza), estrangulamentos (shime-waza), torções (kansetsu-waza) e submissões (katame-waza), preservadas nos kata, principalmente.
Os ataques avançando são geralmente em linha reta e as técnicas sejam de perna, punho ou um simples deslocamento são executadas em grande velocidade. Os chutes são executados nos níveis: gedan (nível baixo), chūdan (nível médio) de uma forma principal, embora nos treinamentos também sejam trabalhados a nível jōdan (nível alto) e inclusive com Tobi (salto), sem restrição alguma.
Também é uma característica complementar do estilo o estudo e prática do Ryūkyū Kobudō (arte marcial antiga de Okinawa).

### Kata
O repertório dos kata é virtualmente o maior de todos os estilos modernos da arte marcial, haja visto o conhecimento pessoal do mestre Kenwa Mabuni, que era tido por enciclopédico, e por contribuições incorporadas ao longo do tempo pelos herdeiros da linhagem e por alunos que se tornaram mestres de relevo. Trabalha-se nos bunkai e kumite sempre buscando o controle do adversário durante todo o processo técnico e com o desenvolvimento baseado na harmonia e na continuidade do movimento.
Atualmente, se forem consideradas as diferentes linhagens, existem mais de setenta formas, embora apenas 52 delas sejam oficialmente reconhecidas pela Federação Mundial de Shitō-ryū, pois as demais variações foram acrescidas por seus discípulos ao sistema. Os kata do estilo possuem uma beleza plástica extraordinária devido à grande combinação que o permeia.
Segundo a linhagem, ou origem, do kata, pode-se agrupar da seguinte forma:
Seienchin, Sanchin, Seipai, Sūpārinpei, Kururunfā, Seisan, Shisōchin, Sanseirū, Saifā
Jūni no kata, Shinsei, Myōjō, Aoyagi, Jūroku, Shinpa, Matsukaze, Shihō Kōsōkun